# Alvania semistriata
Alvania semistriata är en snäckart som först beskrevs av Montagu 1808.  Alvania semistriata ingår i släktet Alvania och familjen Rissoidae. Inga underarter finns listade i Catalogue of Life.